# HRH3
HRH3 (англ. Histamine receptor H3) – білок, який кодується однойменним геном, розташованим у людей на короткому плечі 20-ї хромосоми. Довжина поліпептидного ланцюга білка становить 445 амінокислот, а молекулярна маса — 48 671.
| 10         |  | 20         |  | 30         |  | 40         |  | 50         |
| ---------- |  | ---------- |  | ---------- |  | ---------- |  | ---------- |
| MERAPPDGPL |  | NASGALAGEA |  | AAAGGARGFS |  | AAWTAVLAAL |  | MALLIVATVL |
| GNALVMLAFV |  | ADSSLRTQNN |  | FFLLNLAISD |  | FLVGAFCIPL |  | YVPYVLTGRW |
| TFGRGLCKLW |  | LVVDYLLCTS |  | SAFNIVLISY |  | DRFLSVTRAV |  | SYRAQQGDTR |
| RAVRKMLLVW |  | VLAFLLYGPA |  | ILSWEYLSGG |  | SSIPEGHCYA |  | EFFYNWYFLI |
| TASTLEFFTP |  | FLSVTFFNLS |  | IYLNIQRRTR |  | LRLDGAREAA |  | GPEPPPEAQP |
| SPPPPPGCWG |  | CWQKGHGEAM |  | PLHRYGVGEA |  | AVGAEAGEAT |  | LGGGGGGGSV |
| ASPTSSSGSS |  | SRGTERPRSL |  | KRGSKPSASS |  | ASLEKRMKMV |  | SQSFTQRFRL |
| SRDRKVAKSL |  | AVIVSIFGLC |  | WAPYTLLMII |  | RAACHGHCVP |  | DYWYETSFWL |
| LWANSAVNPV |  | LYPLCHHSFR |  | RAFTKLLCPQ |  | KLKIQPHSSL |  | EHCWK      |

A: Аланін

C: Цистеїн

D: Аспарагінова кислота

E: Глутамінова кислота

F: Фенілаланін

G: Гліцин

H: Гістидин

I: Ізолейцин

K: Лізин

L: Лейцин

M: Метіонін

N: Аспарагін

P: Пролін

Q: Глутамін

R: Аргінін

S: Серин

T: Треонін

V: Валін

W: Триптофан

Кодований геном білок за функціями належить до рецепторів, g-білокспряжених рецепторів, білків внутрішньоклітинного сигналінгу, фосфопротеїнів. 
Задіяний у такому біологічному процесі, як альтернативний сплайсинг. 
Локалізований у клітинній мембрані, мембрані.